# Stwolska Turnia
Stwolska Turnia (słow. Štôlska veža, niem. Mephistoturm, węg. Déli Koncsisztatorony) – turnia o wysokości 2483 m n.p.m. w Grani Kończystej, w słowackich Tatrach Wysokich. Od Pośredniej Kończystej oddzielona Rynicką Przełęczą, a od głównego wierzchołka Kończystej – Stwolską Przełęczą Wyżnią.
Stwolska Turnia nie jest dostępna dla turystów, nie prowadzą na nią żadne znakowane szlaki turystyczne. Dla taterników największym wyzwaniem jest przejście wschodniej ściany Stwolskiej Turni, która opada w kierunku Doliny Batyżowieckiej. Wejścia na nią od pobliskich przełęczy nie należą do trudnych. Nazwa Stwolskiej Turni pochodzi najprawdopodobniej od Doliny Stwolskiej, której nazwa wywodzi się od spiskiej wsi Stwoła.

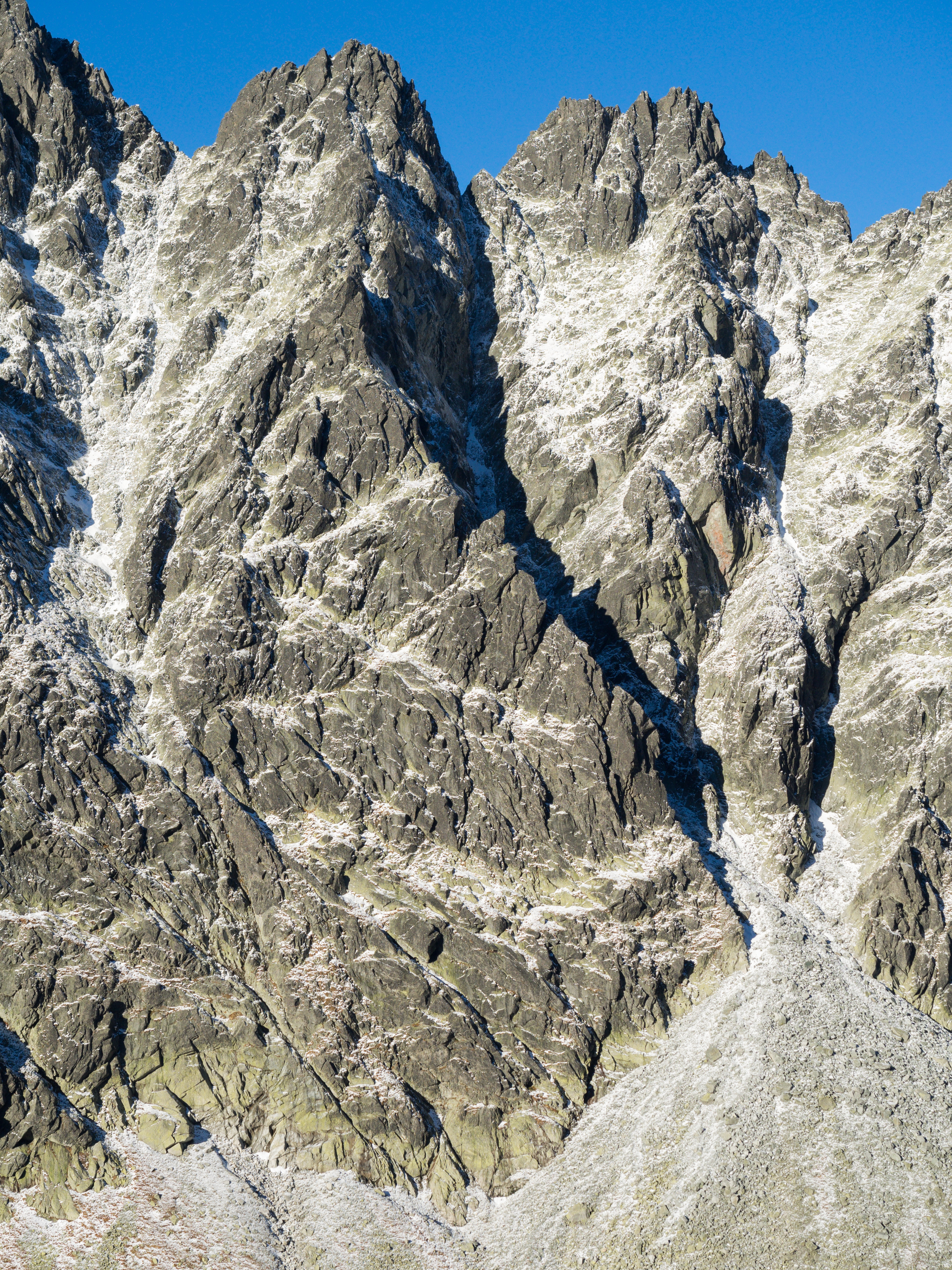
Stwolska Turnia (po lewej) i Pośrednia Kończysta – widok z Doliny Batyżowieckiej

## Historia
Pierwsze wejścia:
- Konrad Koziczinski i Johann Breuer, 27 lipca 1904 r. – letnie,
- Ivan Gálfy, Juraj Richvalský i Ladislav Richvalský, nocą 13-14 kwietnia 1953 r. – zimowe.